# Wilhelm I Długi Miecz
Wilhelm I Długi Miecz, fr. Guillaume Longue Épée (ur. ok. 905, zm. 17 grudnia 942) – książę Normandii w latach 927-942, syn Rolfa, pierwszego normańskiego władcy tej ziemi, i jego żony, chrześcijanki Poppy, córki hrabiego Berengara II z Neustrii.
Niewiele wiadomo o jego dzieciństwie i latach przed objęciem władzy w Normandii. Jego ojciec był poganinem, ale syna chciał wychować na chrześcijanina. W tym celu oddał go na wychowanie do rycerza Bothy, żarliwego chrześcijanina. Władzę w Normandii objął po abdykacji swojego ojca w 927 lub 928 roku.
O jego rządach niewiele wiadomo. Prawdopodobnie musiał zaraz po objęciu tronu stawić czoła buntowi swoich normańskich poddanych, uważających, że ich władca zbytnio upodobnił się do Franków. Następne lata są niejasne (wiadomo, że wmieszał się ok. 930 r. w wewnętrzne rozgrywki w Bretanii i przyłączył do swojego władztwa półwysep Cotentin, co zostało potwierdzone przez króla Rudolfa Burgundzkiego w 933 r.) i dopiero w 939 r. wiemy, że Wilhelm popadł w konflikt z hrabią Flandrii Arnulfem, który został następnie powiązany z innymi, licznymi konfliktami targającymi królestwem zachodniofrankijskim za czasów Ludwika Zamorskiego. Kontynuując politykę swego ojca, Wilhelm był sojusznikiem króla Ludwika i dynastii Karolingów.
Wilhelm został zabity w 942 r. przez zdrajcę ze swojego otoczenia, kiedy przybył na spotkanie z hrabią Arnulfem, by zaprowadzić między nimi pokój. Spotkanie miało się odbyć w okolicach Picquigny. Mordercą był Baldwin, członek świty Wilhelma, młodszy syn hrabiego Cambrai. Wilhelm został pochowany w katedrze w Rouen.
W polityce wewnętrznej kontynuował twarde rządy ojca, utrzymując porządek w swoich włościach. Jego panowanie to również okres silnej asymilacji językowej i kulturowej normańskich osadników z miejscową ludnością.

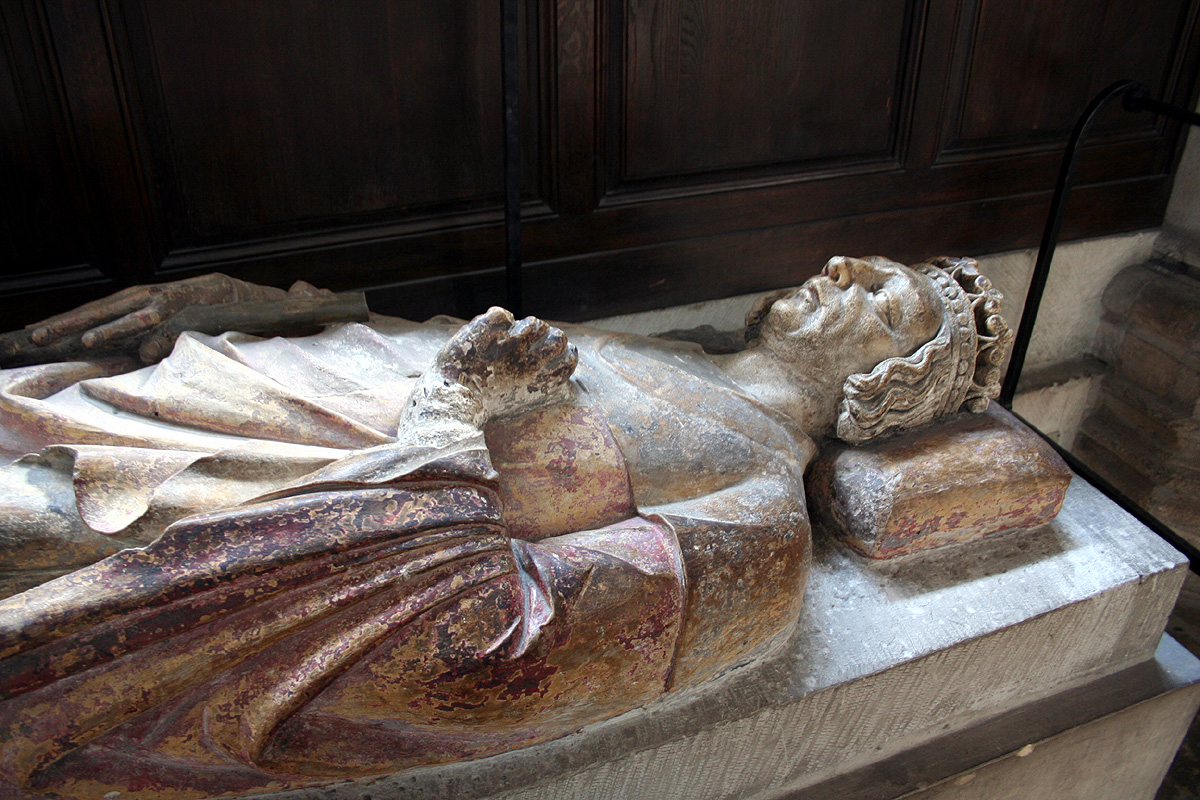
Grób Wilhelma w Rouen

Ok. 930 r. pojął za żonę według "prawa duńskiego" Sprotę z Bretanii i miał z nią syna Ryszarda, swojego następcę. Jego drugą żoną była Luitgarda z Vermandois (ok. 925 - 14 listopada po 977), córka hrabiego Herberta II i Adeli, córki Roberta I, króla zachodniofrankijskiego. Miał z nią córkę, Hildegardę. Wilhelm miał również kochankę, niejaką Eperlenc, córkę hrabiego Raoula d'Ivry.